# Fino del Monte
Fino del Monte é uma comuna italiana da região da Lombardia, província de Bérgamo, com cerca de 1.116 habitantes. Estende-se por uma área de 4 km², tendo uma densidade populacional de 279 hab/km². Faz fronteira com Castione della Presolana, Onore, Rovetta, Songavazzo.

## Demografia
| Variação demográfica do município entre 1861 e 2011                               |
|                                                                                   |
| Fonte: Istituto Nazionale di Statistica (ISTAT) - Elaboração gráfica da Wikipedia |